# والنپاپک لیک استیتس (پنسیلوانیا)
والنپاپک لیک استیتس (به انگلیسی: Wallenpaupack Lake Estates) یک منطقهٔ مسکونی در ایالات متحده آمریکا است که در شهرستان وین، پنسیلوانیا واقع شده‌است. والنپاپک لیک استیتس ۵٫۲ کیلومتر مربع مساحت و ۱٬۲۷۹ نفر جمعیت دارد و ۴۱۸ متر بالاتر از سطح دریا واقع شده‌است.